# Roman Tomaszewski (wydawca)

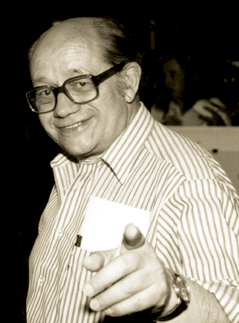
Roman Tomaszewski

Roman Tomaszewski (ur. 21 lutego 1921 w Poznaniu, zm. 30 grudnia 1992 w Warszawie) – wydawca, poligraf, typograf, bibliofil. Przed II wojną światową pracował w poznańskiej firmie drukarskiej „Pol”, a w czasie okupacji działał na rzecz konspiracyjnej poligrafii. W 1945, po powrocie z obozu koncentracyjnego w Mauthausen, był jednym z pionierów Ziem Odzyskanych, odbudowujących w Szczecinie i Wrocławiu drukarstwo, zniszczone wojną i rabunkiem. W latach 1947–1967 pracował jako szef produkcji, a potem dyrektor ds. technicznych, w Spółdzielni Wydawniczej „Czytelnik”, gdzie zorganizował produkcję ok. 6 tys. tytułów książek w łącznym nakładzie 100 mln egzemplarzy. Międzywydawnicza seria „Biblioteka Powszechna” przyniosła mu w 1956 brązowy medal na Internationale Buchkunst-Ausstellung w Lipsku. Od 1968 członek Zjednoczenia Przemysłu Poligraficznego. Długoletni działacz Polskiego Towarzystwa Wydawców Książek (od 1957), organizator i przewodniczący jury „Konkursu na Najlepiej Wydaną Książkę Roku”. W latach 1966–1978 redagował zeszyty „Litera”. Od 1969 do 1976 organizował i prowadził projektowo-badawczy Ośrodek Pism Drukarskich.
Wykładowca projektowania liternictwa drukarskiego (od 1965 do 1975) na ASP w Warszawie oraz w Wyższej Szkole Sztuk Plastycznych w Łodzi. Podejmował działania na rzecz automatyzacji techniki wydawniczej, a pod koniec życia także konserwacji zabytkowych książek i introligatorstwa. Opublikował ponad 400 artykułów w prasie polskiej i zagranicznej, głównie w fachowych czasopismach: wydawniczych, księgarskich i poligraficznych. W 1972 został laureatem Nagrody Gutenberga miasta Lipska. Działał na forum międzynarodowym, reprezentując polskich wydawców, typografów i poligrafów na konferencjach, zjazdach, kongresach i targach. W latach 1965–1992 polski delegat przy afiliowanym przez UNESCO stowarzyszeniu Association Typographique Internationale (ATypI), gdzie jako pierwszy „człowiek ze Wschodu” w 1974 wszedł do jego zarządu. Zorganizował m.in. Kongres ATypI’75 (Warszawa–Kraków). Był jednym z najaktywniejszych ambasadorów powojennego polsko-niemieckiego pojednania. Odznaczony Krzyżem Oficerskim Orderu Odrodzenia Polski.

## Publikacje
- Cztery konkursy na najlepiej wydaną książkę w latach 1957–1961, Polskie Towarzystwo Wydawców Książek, Warszawa 1964.
- „Litera” (dodatek „Poligrafiki” poświęcony sprawom liternictwa, czcionek i matryc drukarskich), red. R. Tomaszewski, Warszawa 1966–1978.
- Kierunki rozwoju liternictwa drukarskiego w Polsce, Rocznik Biblioteki Narodowej t. 6/1970, s. 185–206.
- Materiały do bibliografii na temat czytelności pism drukarskich, Wydawnictwa Katalogów i Cenników, Warszawa 1973.
- Z zagadnień czytelności druku, [w:] Z warsztatu podręcznika szkolnego, Państwowe Zakłady Wydawnictw Szkolnych, Warszawa 1973, s. 321–330.
- Style i funkcja czarnej sztuki, Sekcja Poligrafów SIMP, Warszawa 1974.
- Trzy konkursy na najlepiej wydaną książkę w latach 1962–1964, Polskie Towarzystwo Wydawców Książek, Warszawa 1976.
- Die polnische Lesemaschine CTM-02, „Gutenberg-Jahrbuch” 1978.
- Typometria, „Poligrafika”, 1980–1982.
- Druki i druczki, Towarzystwo Bibliofilów im. J. Lelewela, Toruń 1983.
- T. Szántó, Pismo i styl, red. R. Tomaszewski, Ossolineum, Wrocław 1986.
- Pismo drukarskie a estetyka druku, Towarzystwo Bibliofilów im. J. Lelewela, Toruń 1987.
- Klasyfikacja pism drukarskich ART, [w:] Z badań nad dawną książką t. 2, Biblioteka Narodowa, Warszawa 1993.